# Juf
Pour les articles homonymes, voir Juf.
Juf est une localité suisse de la commune d'Avers, dans le canton des Grisons.

## Géographie
Situé à 2 124 mètres d'altitude, bien au dessus de la limite des forêts, c'est le « village » le plus haut de Suisse habité toute l'année par une trentaine de personnes. Il se trouve au fond de la vallée d'Avers, à environ cinq kilomètres de Pürt en contrebas, où se trouve la limite de la forêt. C'est sans doute l'un des endroits habités les plus froids de toute la Suisse, où la neige est possible même en été.
Historiquement, il est le hameau le plus haut des Alpes, habité toute l'année, si on exclut Val Thorens à 2 300 mètres. Il est suivi de Trepalle, commune de Livigno en Italie, à 2 069 mètres et de la commune de Saint-Véran (Hautes-Alpes) en France à 2 042 mètres, commune la plus haute d'Europe. En Europe, il y a dans le Caucase des villages plus élevés.

## Source
Juf sur le site de Suisse Tourisme